# 國立國語院
國立國語院（：／，縮寫）是大韩民国文化體育觀光部下屬的韓語研究機構，旨在促進朝鲜民族語言的研究和相關政策制定。

## 沿革
原為1984年5月10日教育科學技術部設立的國語研究所。
1990年1月3日歸屬文化體育觀光部，同年11月更名國立國語研究院。
2004年11月11日更至現名。